# Chelonus koreanus
Chelonus koreanus är en stekelart som först beskrevs av Vladimir Ivanovich Tobias 2000.  Chelonus koreanus ingår i släktet Chelonus och familjen bracksteklar. Inga underarter finns listade i Catalogue of Life.